# Réserves de pétrole en France

Carte des puits de pétrole, raffineries et oléoducs en France en 2006.

La France dispose de réserves de pétrole qu'elle utilise, en 2020, à raison de 1 % de sa consommation annuelle. Ces réserves au sens géologique (pétrole extractible présent dans les gisements) ne doivent pas être confondues avec les stocks stratégiques de trois mois de consommation pleine utilisable en cas de grave crise internationale. En effet, en tant qu'adhérente à l'Agence internationale de l'énergie (AIE), la France doit conserver des stocks de pétrole équivalent à 90 jours d'importation nette, ce qui correspond en 2010 à environ 17 millions de tonnes.

## Réserves et production

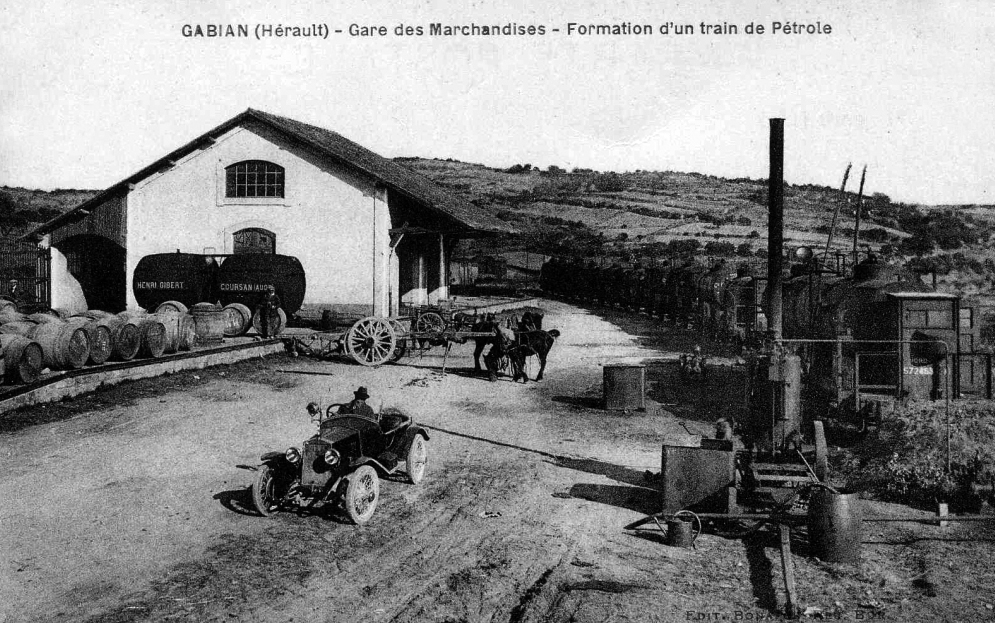
Formation d'un train transportant du pétrole à Gabian dans l'Hérault dans les années 1920.

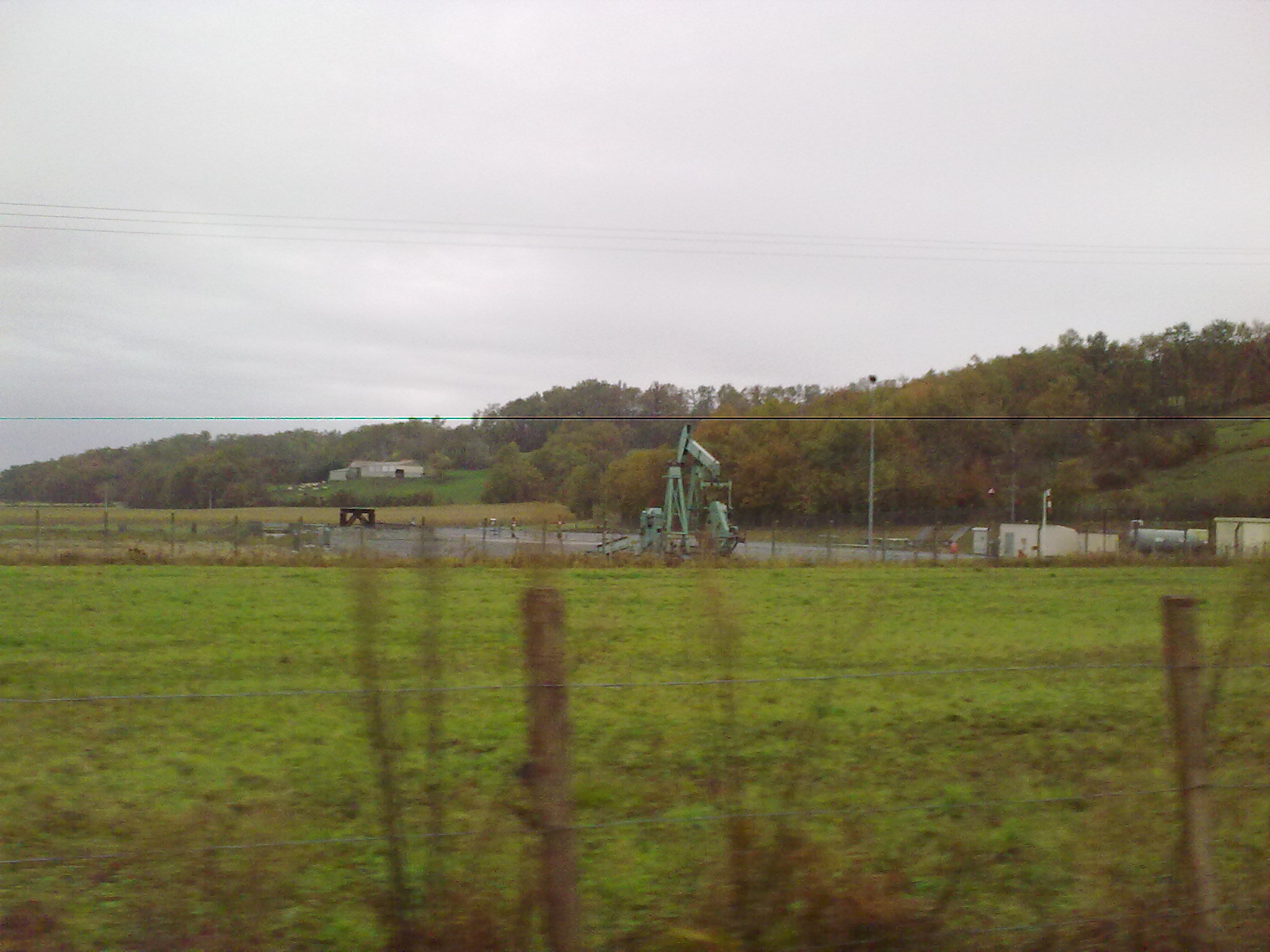
Puits de pétrole dans le village de Burosse-Mendousse dans les Pyrénées-Atlantiques dans les années 2000.

### En métropole

#### Données générales
Les réserves de pétrole en France métropolitaine sont principalement réparties entre le Bassin parisien et le Bassin aquitain.
En 1939, la production métropolitaine était d'environ 50 000 tonnes pour une consommation de carburant de trois millions de tonnes.
Entre 1956 et 2017, le Gouvernement français a reçu plus de 1 700 demandes de titres d'exploration (demandes de permis exclusifs de recherches d'hydrocarbures liquides ou gazeux) et en a octroyé plus de 600. Ceux-ci ont conduit à l'octroi de 77 titres d'exploitation (concessions d'hydrocarbures liquides ou gazeux), principalement dans le Bassin parisien, le bassin d'Aquitaine et le fossé rhénan. Au cours de cette période, la France a produit environ 100 millions de tonnes de pétrole et 300 milliards de mètres cubes de gaz naturel (245 Gm3 pour le seul gisement de Lacq, 56 Gm3 pour Meillon). Environ 4 000 puits d’exploration et de production ont été forés.
Dans les années 2000, environ 20 000 barils de brut sont extraits chaque jour des deux régions (55 % en Île-de-France et 45 % en région Aquitaine),soit 0,7 Mtep en 2020. Cependant, les réserves exploitables sont bien plus importantes que celles exploitées en raison de l’existence dans les sous-sols du bassin parisien de pétrole emprisonné dans le Permien (fin de l'ère primaire) et le Lias (milieu de l'ère secondaire). En 2016, cela représente 815 000 tonnes de pétrole, soit environ 1 % de sa consommation. Ces réserves représentent 28 ans d'exploitation au rythme de 2020 et trois mois et demi de consommation nationale.
Le principal producteur à cette date est la société canadienne Vermilion Energy, implantée en France depuis 1997 et réalisant à cette date près des trois quarts de la production française soit, début 2016, 12 600 barils par jour. Les principaux autres producteurs sont début 2017 Lundin Petroleum (Suède), qui a transféré en cours d'année dans une nouvelle société, International Petroleum Corporation, sise au Canada, ses activités en France, Geopétrol, Petrorep (la première compagnie à avoir découvert en 1958 du pétrole exploitable commercialement dans le Bassin parisien) et la Société pétrolière production exploitation.
Ces activités engendrent, dans les années 2010, un chiffre d'affaires annuel direct et indirect compris entre 500 millions et 1 milliard d'euros, assurant ainsi quelques milliers d’emplois directs et indirects en France et des retombées fiscales d’environ 150 millions d’euros par an. En 2014, l'Union française des industries pétrolières estimait à 65 000 personnes « l'effectif total du secteur para-pétrolier et para-gazier en France, sachant que 50 % des activités sont liées à l'exploration et production d'hydrocarbures ».
En décembre 2017 est adoptée une loi mettant progressivement fin à la recherche et à l'exploitation d'hydrocarbures sur le territoire national d'ici 2040. Ainsi, aucun nouveau permis de recherche d'hydrocarbures ne peut être désormais accordé en France par l’État. La prolongation de permis existants est en revanche encore possible. Aucun nouveau permis d'exploitation ne pourra non plus être accordé, sauf si la demande est faite pendant la durée de validité d'un permis de recherche. Les permis d'exploitation existants ne pourront pas être prolongés au-delà de l'année 2040 sauf si l’entreprise qui demande la prolongation démontre qu’elle n’a pas couvert ses frais de recherche avec l’exploitation du gisement.
En décembre 2024, le site web d'investigation Disclose révèle que malgré la loi hydrocarbures, l’État a autorisé au moins 47 forages de pétrole depuis 2017, sur l’ensemble du territoire. Pour cela, les industriels s'appuient sur une partie du texte qui leur permet de creuser de nouveaux puits sur leurs concessions tant qu’ils disposent d’un titre minier délivré avant 2017. Sur les 47 autorisations, au moins 19 sites d'extraction sont déjà en service, s'ajoutant aux 600 déjà présents en France. Également, en plus des nouveaux forages sur des concessions existantes, les gouvernements successifs, sous la présidence d’Emmanuel Macron, ont approuvé par décret cinq nouvelles concessions pétrolières et l’agrandissement de deux autres (soit 400 kilomètres carrés du territoire national). Selon les industriels, parmi lesquels le canadien Vermilion qui extrait 70 % du pétrole français, l'intérêt est surtout écologique, avec un meilleur bilan carbone pour le baril de pétrole produit en France que pour le baril importé. Cette argument est toutefois nuancé par des scientifiques, dans la mesure où les sites d'extraction et de raffinage sont distants de plusieurs centaines de kilomètres, impliquant de nombreux allers-retours en camion-citerne. Par ailleurs, l'Autorité environnementale s'inquiète en réalité d'un accroissement des émissions de gaz à effets de serre, et les régies de l'eau craignent une pollution des nappes d’eaux souterraines.

#### Dans le Bassin parisien

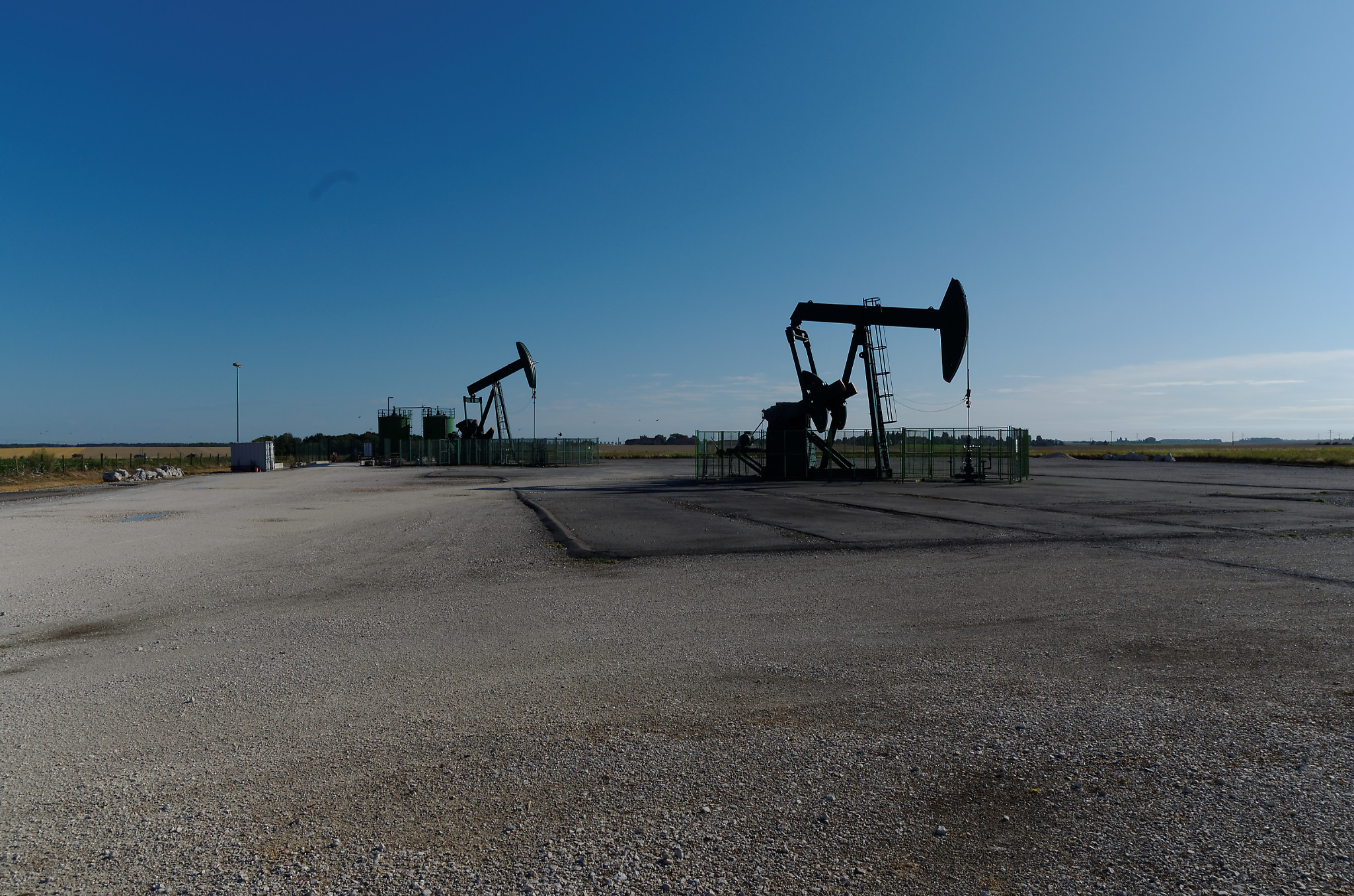
Chevalets de pompage à Jouy-le-Châtel en Seine-et-Marne en 2013.

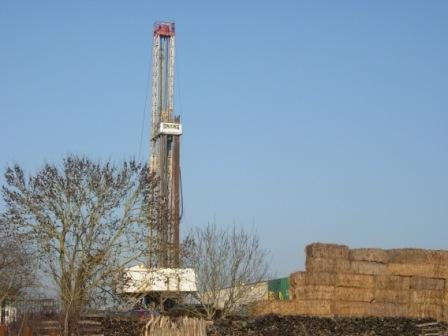
Un puits de pétrole en cours de forage en 2009 à Saint-Martin-de-Bossenay, le département de l'Aube.

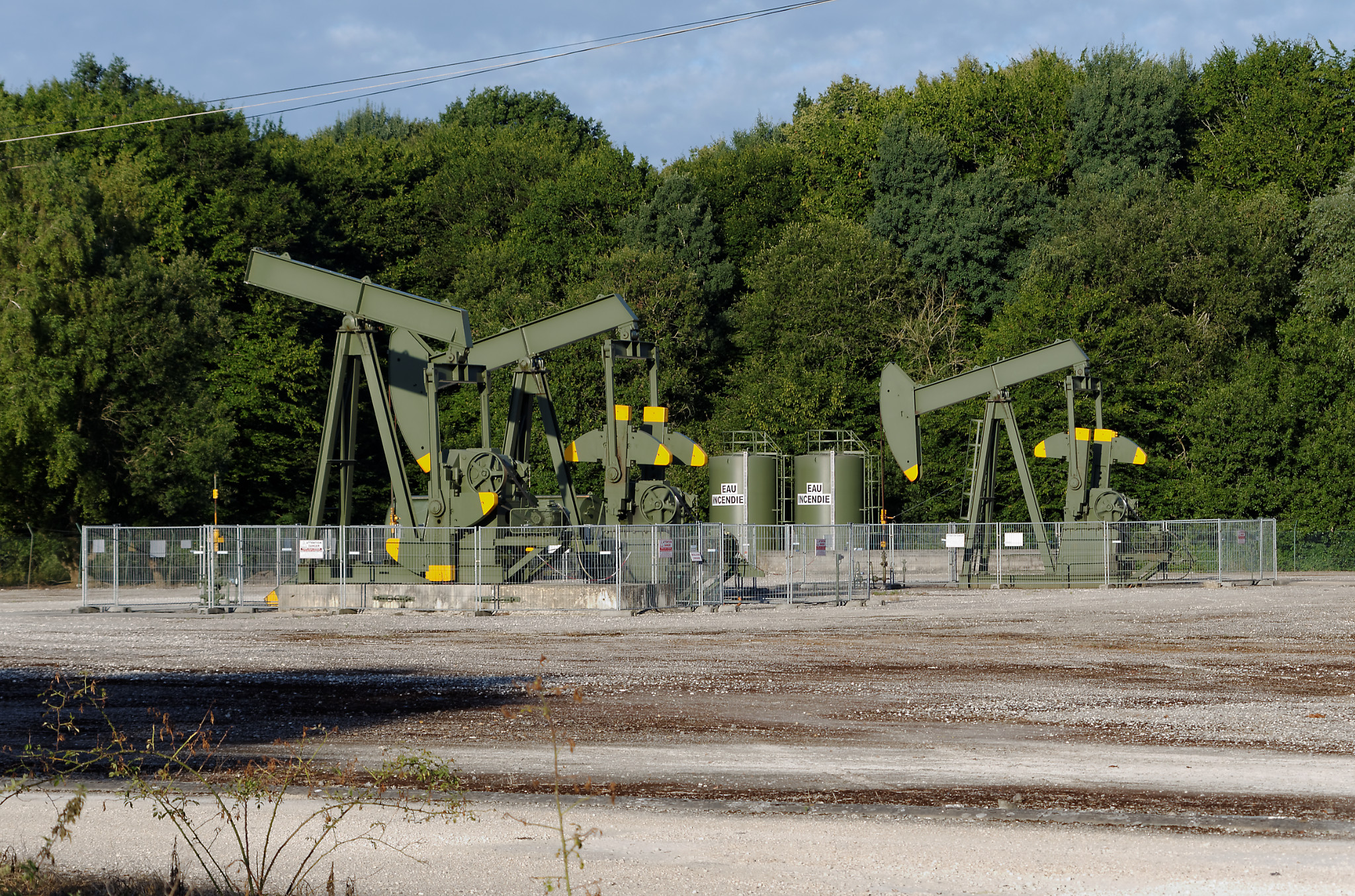
Chevalets de pompage à Sivry-Courtry en Seine-et-Marne en 2013.

Plus de deux mille puits ont déjà été forés et plus de 285 millions de barils de pétrole ont été produits dans le Bassin parisien en 2011 sur une réserve totale estimée à entre 60 et 100 milliards de barils.
Cependant, faute de nouvelles explorations, cette production s’amoindrit progressivement et risque de disparaître. Les principaux gisements sont Chaunoy, Itteville et Villeperdue.
La production dans le Bassin parisien remonte aux années 1950, époque à laquelle la France vise l’autosuffisance pétrolière et entame une série de grands programmes de recherche en Seine-et-Marne.
La première découverte de pétrole est faite le 22 février 1958 à 19 h 02, à 1 875 m de profondeur dans les sous-sols du village de Coulommes.
Ce gisement a produit environ deux millions de tonnes de pétrole mais sur les cinquante-sept puits forés depuis 1958 sur la concession, quatre seulement sont encore en activité en 2011.
Au cours des années 1960, d’autres découvertes ont suivi. C’est également à cette période que l’unique raffinerie de Seine-et-Marne, la raffinerie de Grandpuits qui approvisionne Paris, est inaugurée en 1967 en présence de Georges Pompidou, alors Premier ministre. Aujourd’hui, elle emploie toujours 400 personnes.
En 1982 et 1983, les champs de Villeperdue et de Chaunoy sont découverts. Le premier par la société Triton (il a ensuite été exploité par Total, puis par Coparex, devenue Lundin depuis novembre 2002) et le second par Esso. Fin 2002, Chaunoy avait produit au total 9,8 Mt d'huile et Villeperdue 5,8 Mt.
La dernière découverte significative a été faite par Elf en 1990 (Itteville). Pour autant à cette époque, le bilan de l’activité pétrolière du Bassin parisien est mauvais et aucune autre découverte significative n’a été effectuée. En 1992, neuf puits seulement ont été forés, contre 33 en 1991.
Plusieurs découvertes ont été faites au cours des années 1990, puis plus récemment en 2003-2004.
Mais, parallèlement, plusieurs puits français ont également été stoppés et la prospection suspendue en raison de la chute du prix du baril passé sous les neuf dollars, (le seuil de rentabilité était de 15 dollars le baril)[Quand ?].
Face au prix du baril de pétrole (100 dollars en 2011), il devient économiquement de nouveau rentable de prospecter dans le Bassin parisien.
Les compagnies pétrolières qui exploitent actuellement du pétrole dans le Bassin parisien cherchent à progresser sur deux domaines en parallèle : augmenter le rendement d'extraction qui n'est actuellement que de 25 % par puits, et poursuivre l'exploration.

#### Dans le Bassin aquitain

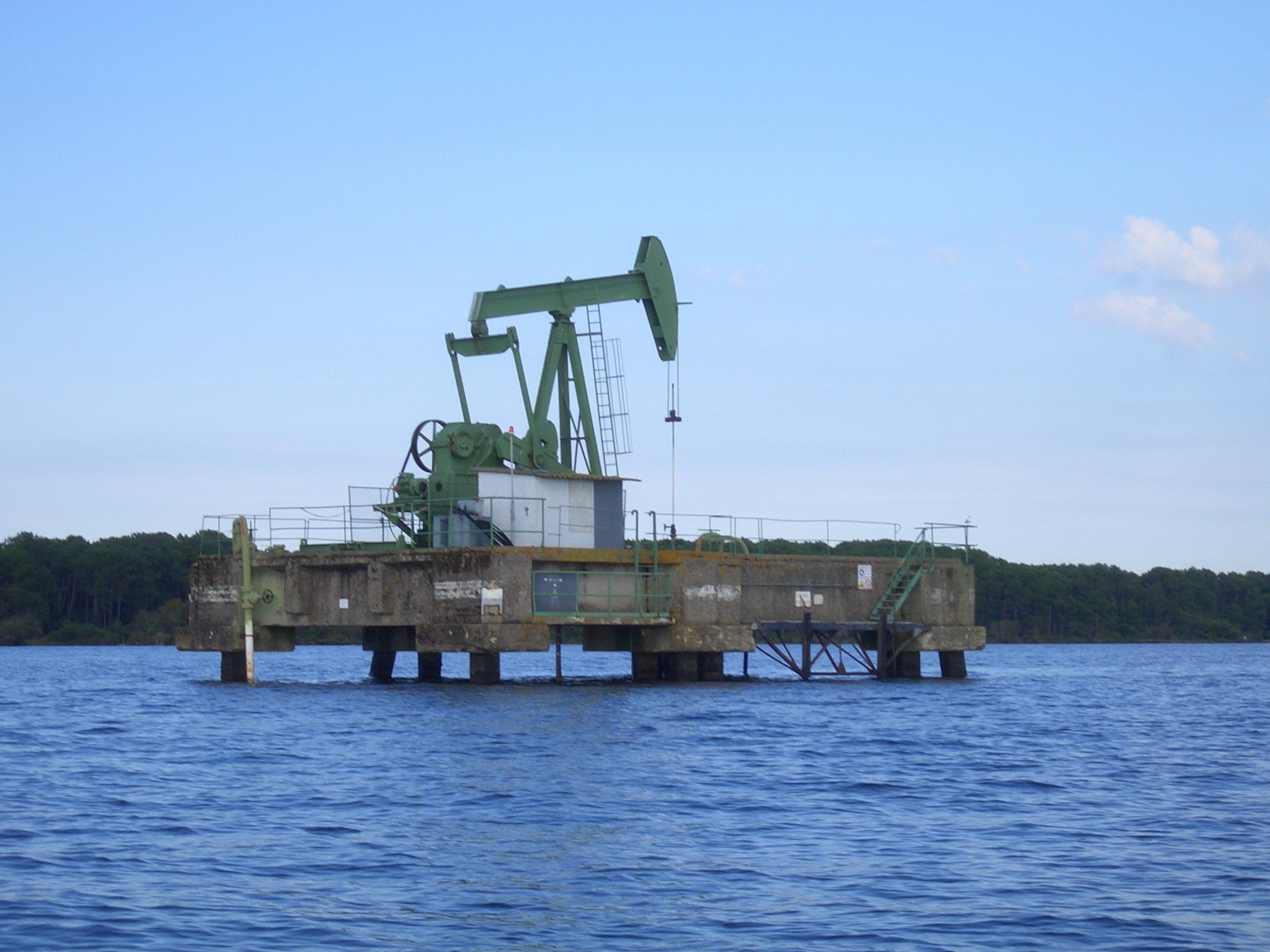
Station de pompage sur l'étang de Biscarrosse et de Parentis en Nouvelle-Aquitaine.

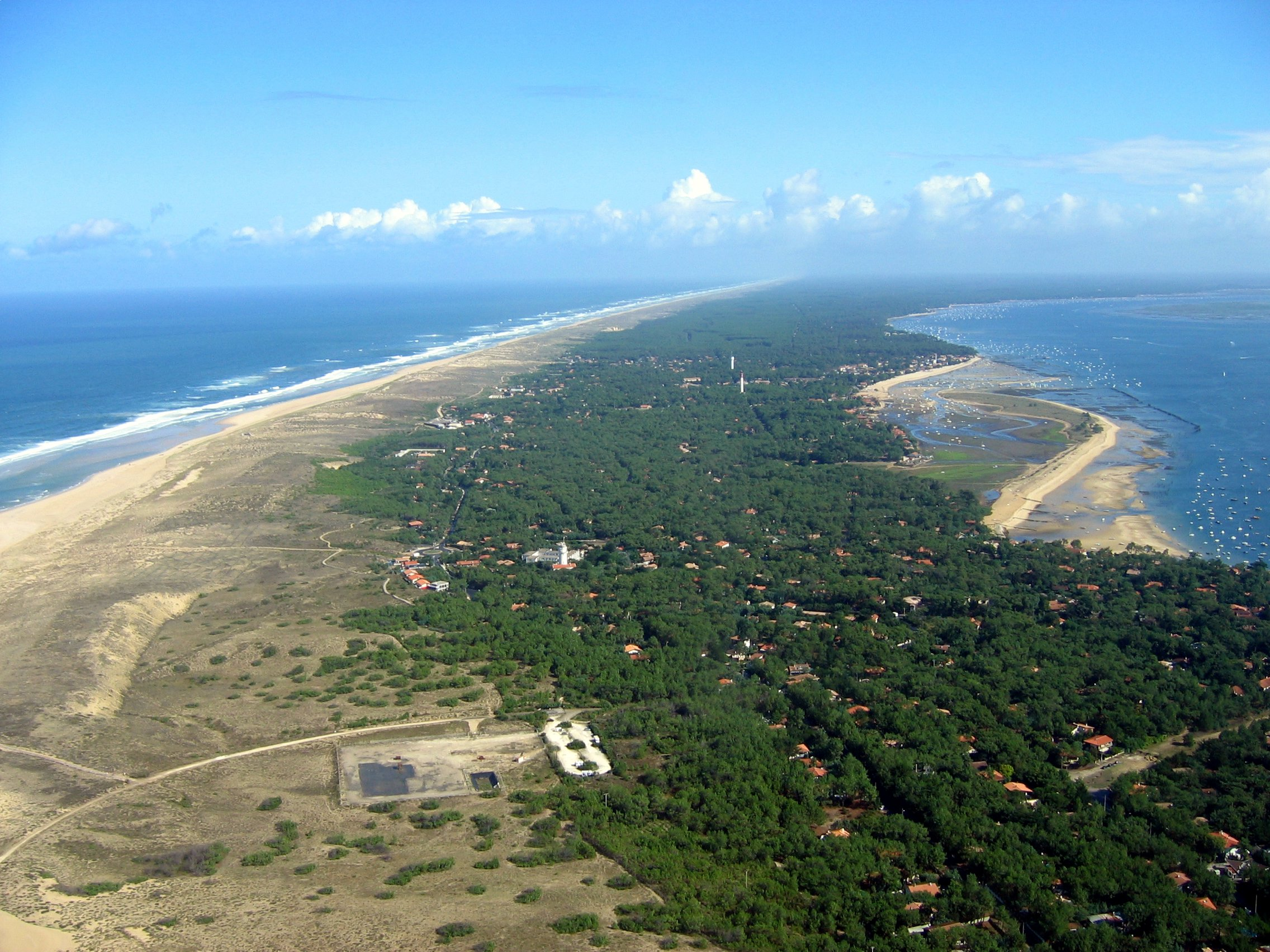
Installations de Vermilion à la pointe du Cap Ferret (au premier plan, concession de « Lavergne ») en 2004.

Les trois principaux champs de pétrole du Bassin aquitain sont Parentis, Cazaux et le « pool d'Arcachon ».
Après la découverte de pétrole dans le village de Gabian (Hérault) en 1924, et celle de   Saint-Gaudens (Haute-Garonne) le 14 juillet 1939, le plus important champ d'huile français, Parentis-en-Born, a été découvert par Esso le 25 mars 1954.
Depuis cette découverte, une vingtaine de gisements ont été mis au jour dans le Bassin aquitain. L’essentiel de l’activité se concentre dans le sous bassin d'Adour-Arzacq long de plus de 6 000 km2 avec 4,7 puits pour 100 km2. Celui de Parentis, à la fois terrestre et maritime a en revanche une plus importante densité de forage d'exploration (environ 8 puits/100 km2).

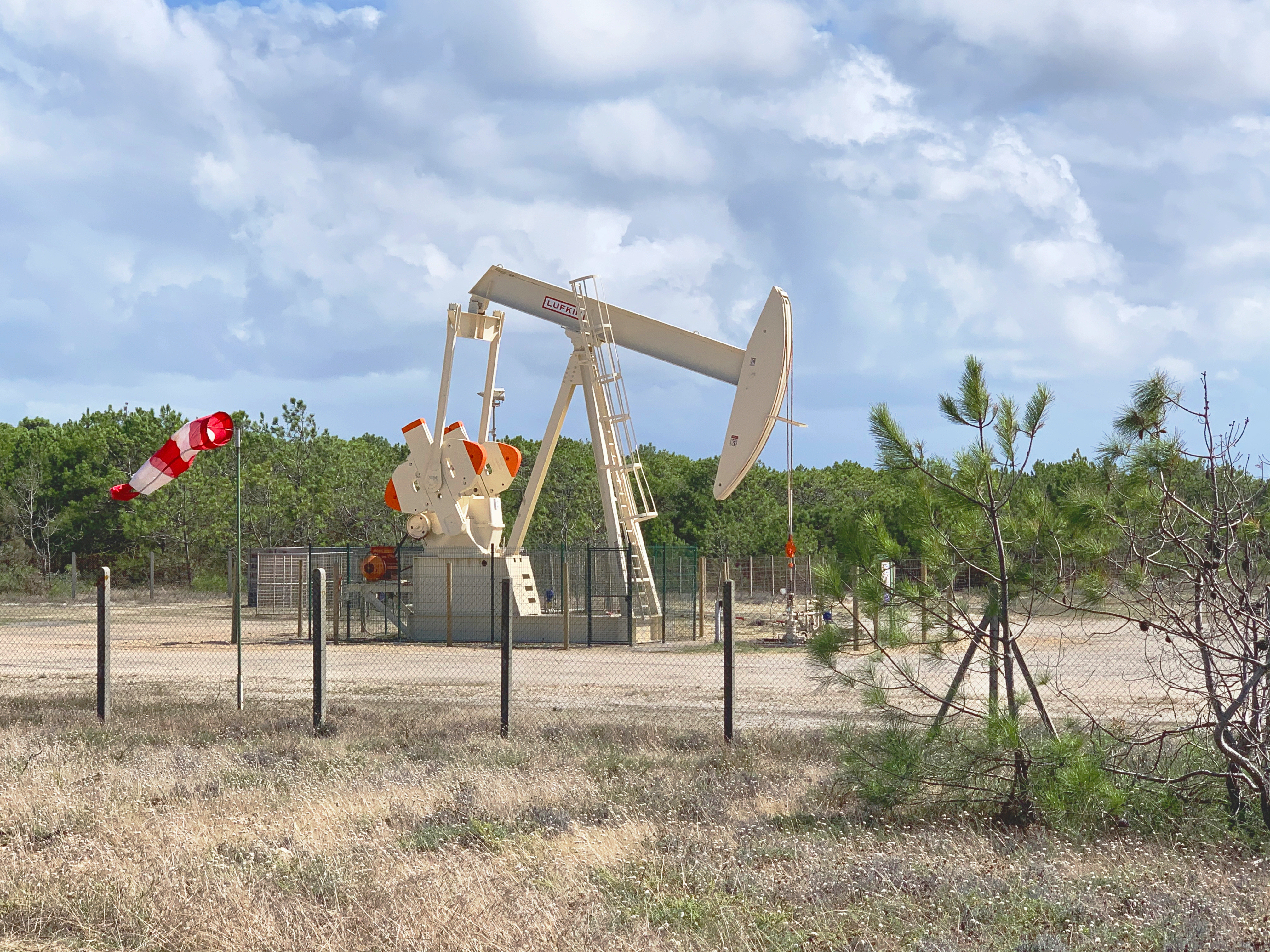
Un puits de pétrole de Vermilion au Cap-Ferret en 2020.

Sur la presqu’île du Cap Ferret se situent des forages exploitant une nappe de pétrole située à 3 200 m de profondeur appartenant aux ressources du bassin aquitain. Le puits du Cap Ferret, ouvert en 1962, exploitait par un forage dévié, le gisement de « Lavergne » situé sous la mer, entre la Pointe et le banc d’Arguin. Il a été fermé en 1994 par ESSO-Rep, filiale d’Exxon et ancien exploitant, en raison du débit trop faible. Le puits a été déplacé plus au nord à cause de l’érosion.
La société pétrolière Vermilion, qui a racheté les champs pétrolifères d'Esso, a été autorisée en 2010 à réexploiter le gisement de « Lavergne » au Cap Ferret jusqu’en 2029 et à forer des puits additionnels,,. 
En 2023, la société Vermilion souhaite augmenter l'exploitation de sa concession de « Cazaux » en forêt usagère de La Teste par des forages supplémentaires. Ce projet suscite l'incompréhension des écologistes au regard de l'échéance annoncée de 2040 d'arrêt de toute exploitation d'hydrocarbure en France. 
Les hydrocarbures sont acheminés via un oléoduc au bec d'Ambès.

#### En Alsace-Lorraine

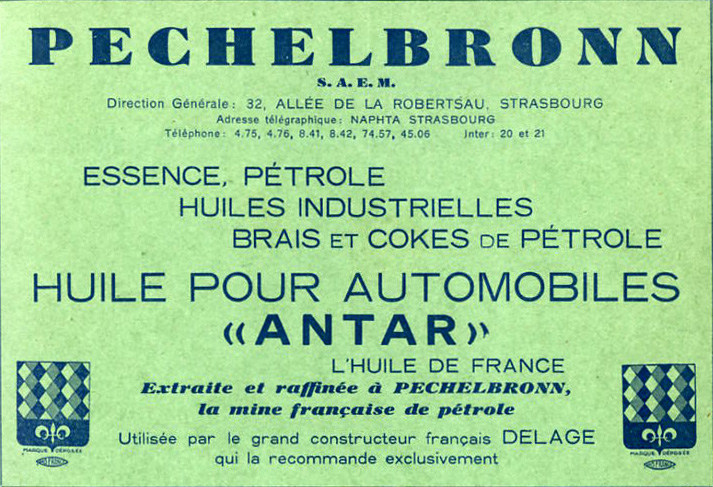
Publicité pour l'entreprise Antar commercialisant le pétrole alsacien. (La Vie en Alsace, 1933).

Merkwiller-Pechelbronn situé à 50 kilomètres de Strasbourg, est l'un des premiers gisements de pétrole au monde à être exploité (par un système de galeries souterraines et non de puits de forage), de sa fondation en 1740 par Louis Pierre Ancillon de la Sablonnière au 31 décembre 1964, date de la fermeture définitive de l'exploitation. Le pays était alors connu sous le nom de « Karichschmiermann land » (pays du marchand ambulant de graisse minérale qui avec sa brouette vendait ce produit servant à graisser les essieux). Il a produit un total de 3,5 millions de tonnes de pétrole, près de 30 millions de barils.
À son apogée, dans les années 1920, la production de brut alsacien dépasse les 70 000 tonnes par an, soit 7/8e de la production française et 5 % des besoins nationaux. En date de 2014, treize puits, récents pour la plupart, sont en activité dans le Bas-Rhin extrayant 8 000 tonnes de brut par an qui sont raffinées à Karlsruhe en Allemagne depuis la fermeture en janvier 2011 de la raffinerie de Reichstett.
La colline de Sion en Meurthe-et-Moselle a été un site de production de pétrole à la fin du 20e siècle. 13 698 tonnes de qualité « brut léger » ont été extraites du sous-sol de Forcelles entre le 27 mai 1983 et le 31 décembre 1998.

#### Réserve et exploitation de pétrole non conventionnel
Le pétrole de schiste (en anglais shale oil) est un pétrole léger contenu dans des formations géologiques poreuses de faible perméabilité, souvent du schiste ou du grès. Certains considèrent qu'il serait « plus juste de parler de pétrole ou de gaz « de roche-mère », plutôt que « de schiste » ».
En France, leur production a été anecdotique. Ainsi durant l'exploitation de schiste de Creveney dans les années 1930, 20 000 tonnes de schiste sont extraites qui ont permis d'obtenir 500 tonnes d'huile brute, 90 tonnes d'essence de gaz, 62 tonnes d'essence raffinée, 25 tonnes d'essence lourde raffinée, 36 tonnes de gazole, 135 tonnes d'huile lourde, 220 tonnes de bitume. En 1933, l'usine est capable de produire 5 000 litres d'huile brute par jour qui fournissent 2 000 litres d'essence. C'est essentiellement dans le secteur de la ville d'Autun qu'une production industrielle à lieu entre 1824 et 1957, en particulier dans la mine des Télots, équipée d'une raffinerie en plus de l'usine de distillation du pétrole.

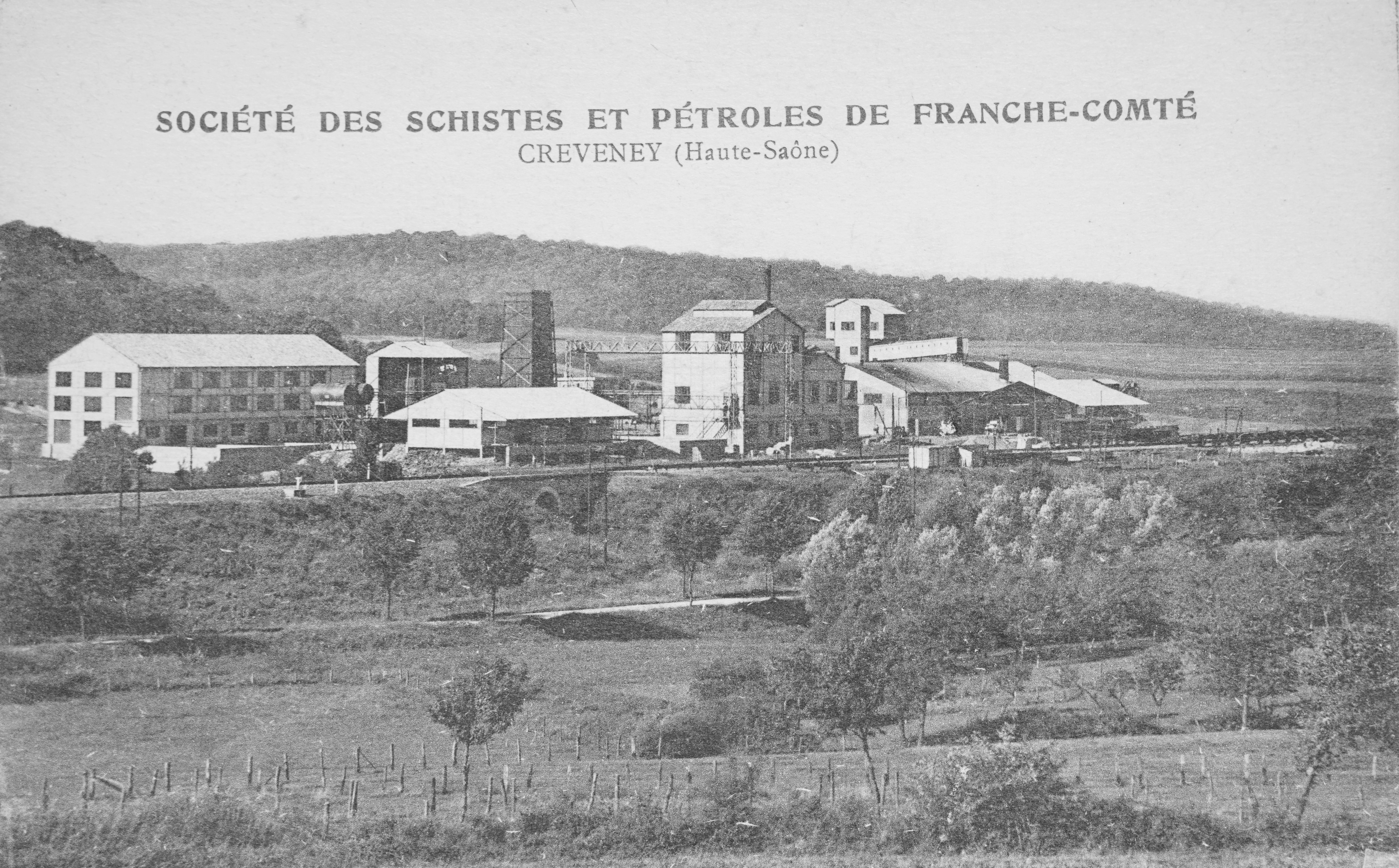
Exploitation de schiste de Creveney, Haute-Saône, dans les années 1930.
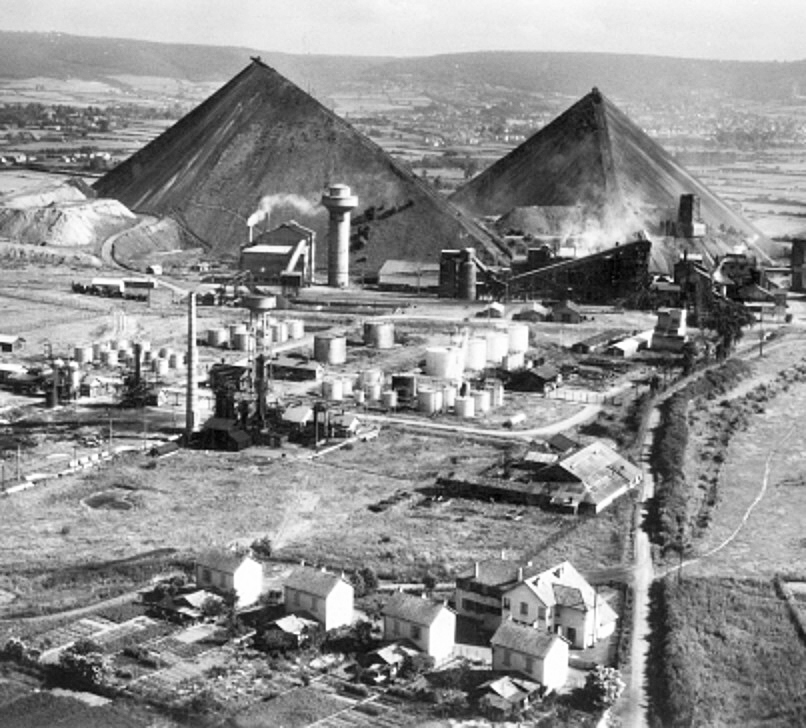
La mine des Télots, près d'Autun et ses deux terrils coniques.
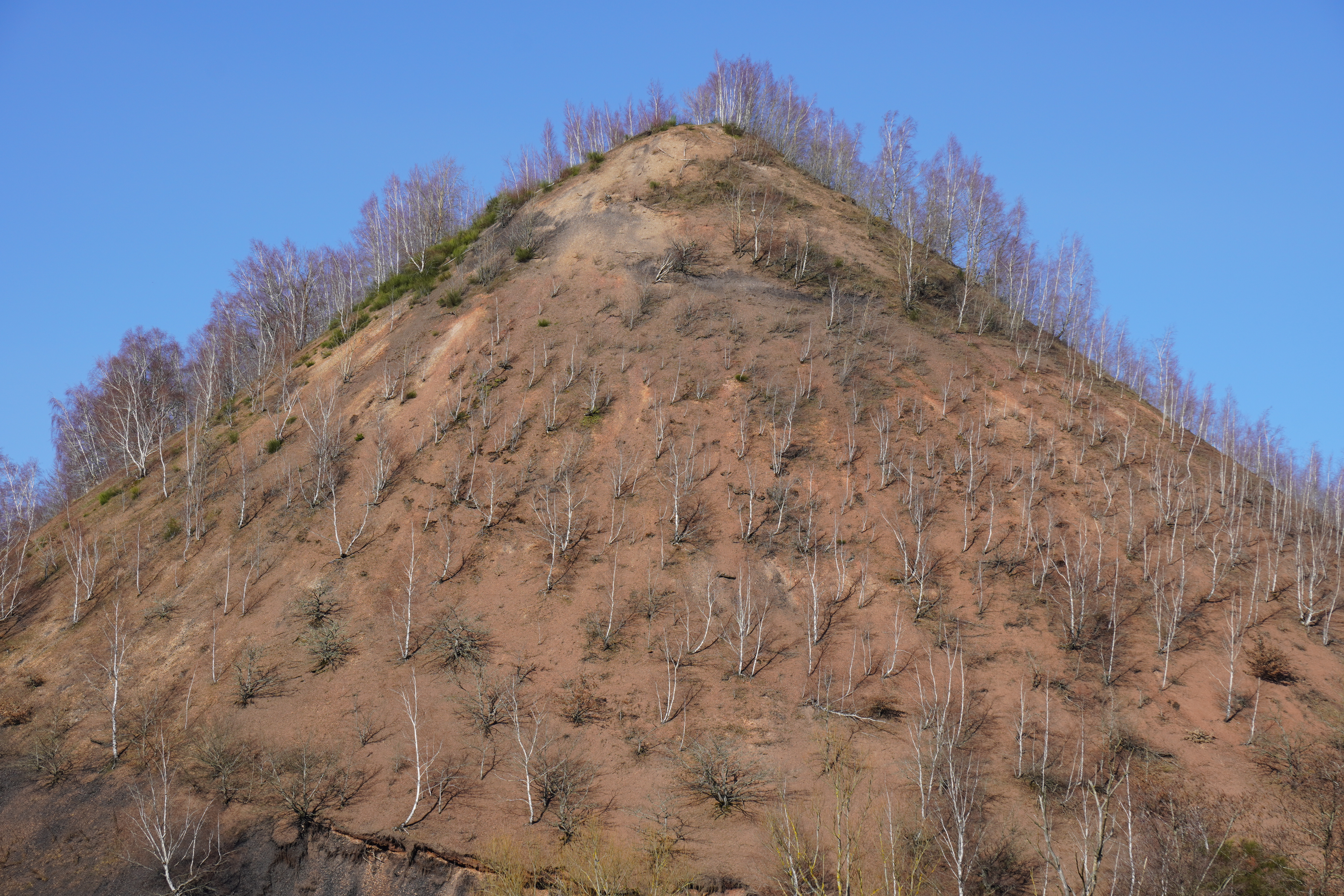
Détail de l'un des deux terrils de schiste rouge des Télots.

En 2010, 64 permis d'exploration avaient été délivrés pour trouver du pétrole ou du gaz dont 15 concernaient la recherche d'hydrocarbures non conventionnels,. En effet, selon une évaluation de l'EIA (Agence gouvernementale américaine de l’énergie) la France et la Pologne seraient les pays européens aux ressources en gaz de schiste les plus importantes. Les deux bassins potentiellement riches en hydrocarbures de schiste en France sont le quart nord-est et le sud-est du pays.
Dans le Sud-Ouest, par un permis de prospection accordé en 2006 par l'État dit « Permis de Foix », deux forages de recherche de gaz de schiste ont été opérés par la Société canadienne Encana en 2007 durant un an à Franquevielle et 4 mois à Mérigon. Les gisements ont été estimés insuffisants pour une exploitation ultérieure. Ces forages prospectifs, autorisés par l'État français avec une faible information des populations locales, contribueront à la vive controverse sur ce type d'énergie fossile et ses modes d'extraction.
La loi du 13 juillet 2011 a abrogé les permis visant à des projets recourant à l'exploitation des réserves par fracturation hydraulique.

### Enoutre-mer
En septembre 2011, un consortium regroupant Tullow Oil, Shell, Total, et Northpet annonçait avoir trouvé du pétrole non conventionnel offshore au large de Cayenne en Guyane française. Ce gisement potentiel est enfoui à 150 kilomètres au nord-est de Cayenne sous plus de 2 000 mètres d'eau et 5 711 mètres de roches sous le plancher marin.
Le puits est dénommé « Zaedyus ».
Le site était jugé très prometteur selon les analystes pétroliers et le gouvernement français avait alors estimé que, si le potentiel du site était confirmé, cette découverte pourrait avoir d'importantes retombées économiques.
Mi-2012, la compagnie pétrolière Shell a reçu des autorisations pour démarrer les forages d’exploration. Les deux forages suivants effectués en décembre 2012 et en avril 2013 n'ont pas permis de confirmer la présence des réserves annoncées précédemment.

## Capacité de raffinage

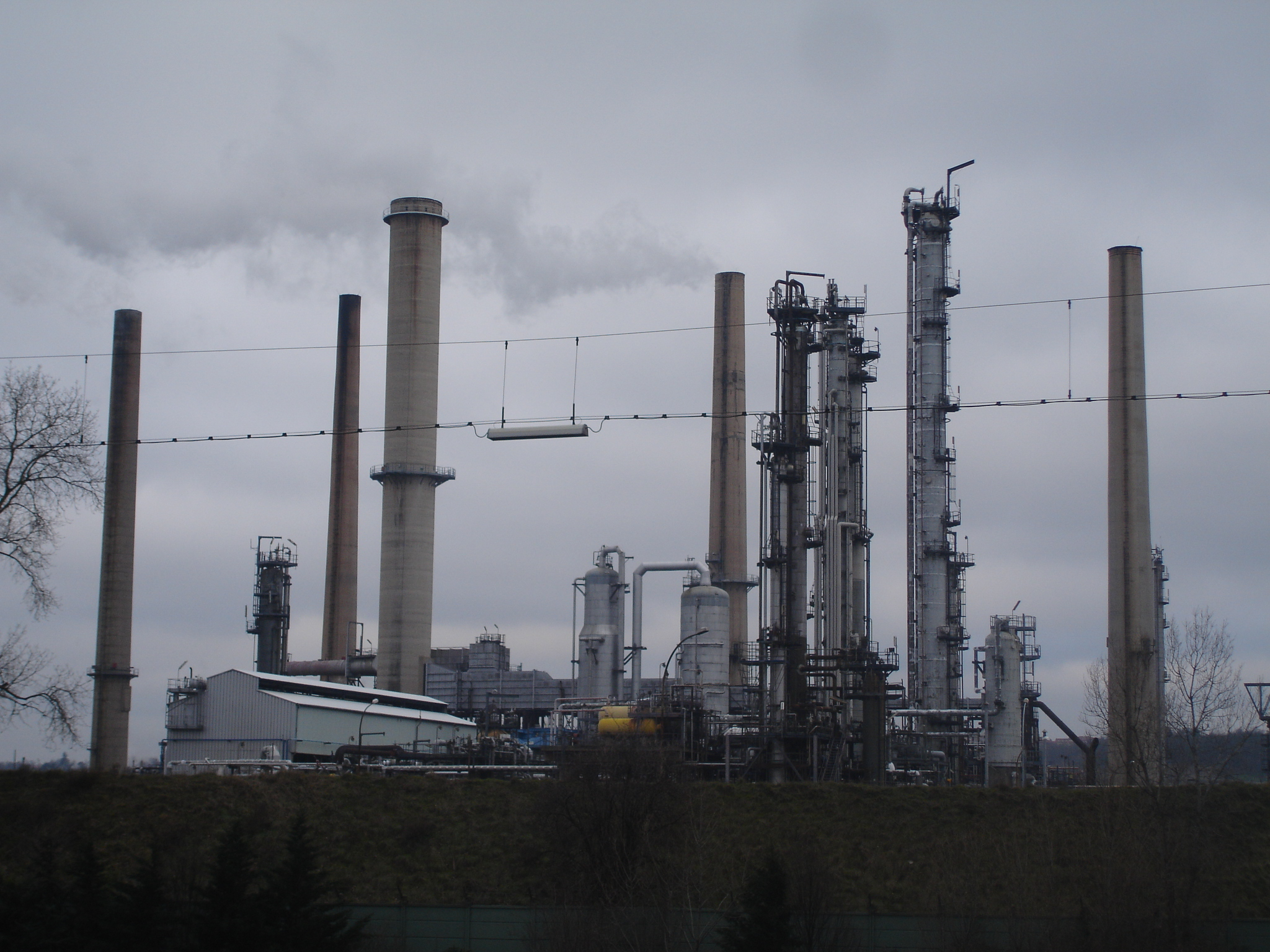
La raffinerie de Feyzin.

En 1975, la France comptait vingt-quatre raffineries. En 2009, ce nombre était de douze pour une capacité de raffinage annuelle inférieure à 100 millions de tonnes. En 2011, il y avait onze raffineries en activité dont dix sont situées en métropole. En 2014, il reste huit sites en fonctionnement en France métropolitaine pouvant raffiner 70 millions de tonnes par an.
En 2010, Total a décidé de fermer sa raffinerie des Flandres et en 2011, une unité de distillation de la raffinerie de Gonfreville. La même année Petroplus a quant à lui annoncé la fermeture de sa raffinerie de Reichstett et, en 2012, c'est celle de Petit-Couronne, près de Rouen et celle de Berre-l'Étang qui ferment à leur tour, la raffinerie de Provence cesse son activité de raffinage en 2016. À l’horizon 2020-2030, les pouvoirs publics et les professionnels du secteur considèrent, compte tenu des prévisions de baisse de la consommation de produits pétroliers, qu’une ou deux raffineries supplémentaires fermeront à défaut d’investissements permettant de renforcer leur compétitivité et d’un rééquilibrage de la demande respective d’essence et de gazole.